# 王偃
王 偃（おう えん、元興2年（403年）- 孝建3年2月7日（456年2月28日））は、南朝宋の外戚。東晋の簡文帝の外孫。字は子游。本貫は琅邪郡臨沂県。王導の玄孫にあたる。

## 経歴
尚書の王嘏（王誕の兄）と鄱陽長公主（東晋の簡文帝の娘、南朝宋に入って永成君）のあいだの子として生まれた。劉裕の次女の呉興長公主劉栄男を妻に迎え、若くして黄門侍郎・秘書監・侍中といった顕官を歴任した。文帝の元嘉末年、散騎常侍・右衛将軍となった。元嘉30年（453年）、孝武帝が即位すると、皇后王憲嫄の父として、金紫光禄大夫の位を受け、義陽王劉昶の王師を兼ねた。
孝建2年（455年）5月、右光禄大夫の位を受けた。王偃の態度は謙虚でつつましく、世事に関わろうとしなかった。
孝建3年2月癸亥（456年2月28日）、死去。享年は54。開府儀同三司の位を追贈された。諡は恭公といった。

## 子女
- 王藻（東陽郡太守、文帝の六女の臨川長公主劉英媛を妻に迎えたが、王藻が呉崇祖を寵愛したため、公主は前廃帝に訴え、王藻は獄に下されて死去した）
- 王懋（字は昌業、光禄大夫・南郷侯）
- 王攸（字は昌達、太宰従事中郎、早逝）
- 王臻
- 王憲嫄（宋の孝武帝の文穆皇后）

## 伝記資料
- 『宋書』巻41 列伝第1
- 『南史』巻23 列伝第13